# Сугдея (фема)
Фема Сугдея (Сідагіос) (грец. θέμα Σωτηριουπόλεως) або фема Евксінського Понту (грец. θέμα Εύξεινο Πόντο) чи Сотеріополь (грец. θέμα Σωτηριουπόλεως)  — військово-адміністративна одиниця Візантійської імперії (фема), яка розташовувалась на півдні Кримського півострова (сучасна Україна). Одна з так званих «малих фем». Назва походить від міста Сугдея. Утворено наприкінці 970-х років. Близько 1059 року увійшла до складу феми Херсон. остаточно припинила існування у 1120-х роках.

## Історія
З VII ст. місто Сугдея являла важливий порт на Понті Евксінському (Чорму морі), яке знаходилося у спільному володінні візантійської імперії та Хозарського каганату. В той же час було запроваджено імперську митницю. Втім до початку IX тут остаточно закріпилася Візантія. У 840-х роках Сугдея з навколишньою територією на правах турмархії увійшла до складу феми Клімати (в подальшому — відома як Херсон). Але деякий час в Сугдеї правили місцеві «князі» й лише у 880-х роках тут постає візантійська адміністрація.
Тут розташовувалася резиденція єпископа. Також з часом стає важливою військовою базою для захисту Таврики від нападів хозар і русів. Для вирішення питання захисту морських шляхів створюється відповідна фема Евксінського Понту (також відома як фема Сотеріполь — за назвою адміністративного центру). З налагодженням відносин між Візантією та Київською Руссю (після хрещення князя Володимира Святославича у 988 році) економічне становище Сугдеї поліпшується. З огляду на провідний статус серед міст феми, місто поступово перетворюється на один із провідних портів. Тому навіть Чорне море у русів називалося «Сурозьким».
У 990-х роках або після придушення заколоту Георгія Цули 1016 року фема Евксінського Понту перейменовується на фему Сугдея. В цей же час посередницька торгівля поступово переходить від Боспора до Сугдеї. Зміцненню становища сприяло укладення союзу з печенігами для захисту Сугдеї. Економічне становище феми з її торгівельними портами у східній частині північного Причорномор'я залишало стабільним до 1059 року, коли з метою протистоянню амбіціями Тмутараканських князів було об'єднано з фемою Херсон. За часів імператора Олексія I Комніна знову отримала статус феми, її було підпорядковано увесь Східний Крим. Втім, за часів імператора Іоанна II знову увійшла до складу феми Херсон.

## Адміністрація
До феми входили міста з навколишніми областями: Сугдея, Батис, територія від Горгіппії до Пітіунта. Центром була фортеця Сотеріополь (неподалік від Пітіунта). З 1016 року стає місто Сугдея. На чолі стояв стратег у ранзі протоспафарія, який керував флотом та невеличкими залогами. З 1020-х років під час зовнішньої небезпеки підпорядковувався катепану в Херсонесі Таврійському.

## Відомі стратеги
- Георгій Муселе (1-а третина XI ст.)
- Іоанн (1-а третина XI ст.)